# Luigi De Agostini
Luigi De Agostini (3. srpen 1963, Massa, Itálie) je bývalý italský fotbalový obránce.

## Klubová karíra
Jíž od mladých let byl hráčem Udinese a to do roku 1986. Mezi tím byl na dvou hostování, nejdříve v třetiligovém Trentu a pak i v Catanzaru. V roce 1986 odešel do Verony a za rok odešel za 5.5 miliard lir do Juventusu. Za Bianconeri odehrál pět sezon a získal tady v sezoně 1989/90 Italský pohár a pohár UEFA. V roce 1992 přestoupil za 2 miliardy lir do Interu, ale po roce odešel do Reggiany, kde po dvou sezonách v roce 1995 ukončil kariéru.

## Hráčská statistika
| Sezóna  | Klub      | Liga     | Liga   | Liga | Ligové poháry | Ligové poháry | Ligové poháry | Kontinentální poháry | Kontinentální poháry | Kontinentální poháry | Celkem | Celkem |
| Sezóna  | Klub      | Soutěž   | Zápasy | Góly | Soutěž        | Zápasy        | Góly          | Soutěž               | Zápasy               | Góly                 | Zápasy | Góly   |
| ------- | --------- | -------- | ------ | ---- | ------------- | ------------- | ------------- | -------------------- | -------------------- | -------------------- | ------ | ------ |
| 1978/79 | Udinese   | Serie B  | 1      | 0    | IP            | 0             | 0             | -                    | 0                    | 0                    | 1      | 0      |
| 1979/80 | Udinese   | Serie A  | 5      | 0    | IP            | 0             | 0             | Stř.P                | 1                    | 0                    | 6      | 0      |
| 1980/81 | Udinese   | Serie A  | 0      | 0    | IP            | 0             | 0             | -                    | 0                    | 0                    | 0      | 0      |
| 1981    | Udinese   | Serie A  | 1      | 0    | IP            | 2             | 0             | -                    | 0                    | 0                    | 3      | 0      |
| 1981/82 | Trento    | Serie C1 | 28     | 3    | IP            | 0             | 0             | -                    | 0                    | 0                    | 28     | 3      |
| 1982/83 | Catanzaro | Serie A  | 24     | 4    | IP            | 7             | 3             | -                    | 0                    | 0                    | 31     | 7      |
| 1983/84 | Udinese   | Serie A  | 25     | 1    | IP            | 6             | 1             | -                    | 0                    | 0                    | 31     | 7      |
| 1984/85 | Udinese   | Serie A  | 28     | 2    | IP            | 5             | 1             | -                    | 0                    | 0                    | 33     | 3      |
| 1985/86 | Udinese   | Serie A  | 27     | 0    | IP            | 7             | 0             | -                    | 0                    | 0                    | 34     | 0      |
| 1986/87 | Verona    | Serie A  | 30     | 3    | IP            | 7             | 1             | -                    | 0                    | 0                    | 37     | 4      |
| 1987/88 | Juventus  | Serie A  | 29+1   | 6    | IP            | 11            | 4             | UEFA                 | 4                    | 0                    | 45     | 10     |
| 1988/89 | Juventus  | Serie A  | 27     | 6    | IP            | 5             | 0             | UEFA                 | 4                    | 1                    | 36     | 7      |
| 1989/90 | Juventus  | Serie A  | 33     | 5    | IP            | 8             | 1             | UEFA                 | 12                   | 2                    | 53     | 8      |
| 1990/91 | Juventus  | Serie A  | 32     | 2    | IP+IS         | 4+1           | 0             | PVP                  | 3                    | 0                    | 40     | 2      |
| 1991/92 | Juventus  | Serie A  | 25     | 1    | IP            | 9             | 0             | -                    | 0                    | 0                    | 34     | 1      |
| 1992/93 | Inter     | Serie A  | 31     | 1    | IP            | 5             | 0             | -                    | 0                    | 0                    | 36     | 1      |
| 1993/94 | Reggiana  | Serie A  | 28     | 1    | IP            | 1             | 0             | -                    | 0                    | 0                    | 29     | 1      |
| 1994/95 | Reggiana  | Serie A  | 33     | 1    | IP            | 3             | 0             | -                    | 0                    | 0                    | 36     | 1      |
| Celkem  | Celkem    | Celkem   | 408    | 36   | -             | 81            | 11            | -                    | 24                   | 3                    | 513    | 50     |

## Reprezentační kariéra
Za reprezentaci odehrál 36 utkání a vstřelil 4 branky. První utkání odehrál již v 26 letech 28. května 1987 proti Norsku (0:0). Byl povolán na ME 1988 i na domácím MS 1990. Na obou turnajích získal bronzové medaile. Posledním zápasem v národním týmu byl 25. září 1991 proti Bulharsku (1:2).

### Statistika na velkých turnajích
| Reprezentace | Rok     | Zápasy               | Zápasy | Zápasy    | Zápasy           | Zápasy           | Zápasy            |
| Reprezentace | Rok     | Fáze turnaje         | Datum  | Soupeř    | Odehraných minut | Vstřelené branky | Výsledek          |
| ------------ | ------- | -------------------- | ------ | --------- | ---------------- | ---------------- | ----------------- |
| Itálie       | ME 1988 | 1 zápas ve skupině   | 10. 6. | NSR       | 4                | 0                | 1:1               |
| Itálie       | ME 1988 | 2 zápas ve skupině   | 14. 6. | Španělsko | 1                | 0                | 1:0               |
| Itálie       | ME 1988 | 3 zápas ve skupině   | 17. 6. | Dánsko    | 5                | 1                | 2:0               |
| Itálie       | ME 1988 | Semifinále           | 22. 6. | SSSR      | 26               | 0                | 0:2               |
| Itálie       | OH 1988 | 1 zápas ve skupině B | 17. 9. | Guatemala | 90               | 0                | 5:2               |
| Itálie       | OH 1988 | 2 zápas ve skupině B | 17. 9. | Zambie    | 90               | 0                | 0:4               |
| Itálie       | OH 1988 | 3 zápas ve skupině B | 21. 9. | Irák      | 90               | 0                | 2:0               |
| Itálie       | OH 1988 | Čtvrtfinále          | 25. 9. | Švédsko   | 120              | 0                | 2:1 v prodl.      |
| Itálie       | OH 1988 | O 3. místo           | 30. 9. | NSR       | 90               | 0                | 0:3               |
| Itálie       | MS 1990 | 1 zápas ve skupině   | 9. 6.  | Rakousko  | 45               | 0                | 1:0               |
| Itálie       | MS 1990 | 3 zápas ve skupině   | 19. 6. | ČSSR      | 39               | 0                | 2:0               |
| Itálie       | MS 1990 | Osmifinále           | 25. 6. | Uruguay   | 90               | 0                | 2:0               |
| Itálie       | MS 1990 | Čtvrtfinále          | 30. 6. | Irsko     | 90               | 0                | 1:0               |
| Itálie       | MS 1990 | Semifinále           | 3. 7.  | Argentina | 120              | 0                | 1:1 (3:4) na pen. |
| Itálie       | MS 1990 | O 3. místo           | 7. 7.  | Anglie    | 64               | 0                | 2:1               |

## Hráčské úspěchy

### Klubové
- 1× vítěz 2. italské ligy (1978/79)
- 1× vítěz italského poháru (1989/90)
- 1× vítěz poháru UEFA (1989/90)
- 1× vítěz středoevropského poháru (1979/80)

### Reprezentační
- 1× na MS (1990 - bronz)
- 2× na ME (1988 - bronz)
- 1× na OH (1988)

### Vyznamenání
Řád zásluh o Italskou republiku (1991)